# Huarhuarpite
Huarhuarpite es un caserío peruano ubicado en el distrito de Huarmaca, perteneciente a la provincia de Huancabamba del departamento de Piura, al norte del Perú. 

## Ubicación
Huarhuarpite se ubica al centro de la provincia de Huancabamba, en el distrito de Huarmaca, en el departamento de Piura.

## Demografía
En 2017 Huarhuarpite tenía una población de 50 habitantes.
| Gráfica de evolución demográfica de Huarhuarpite entre 1993 y 2017 |
|                                                                    |
| Fuentes: Población 1993 y 2017                                     |